# 横山島
横山島（よこやまじま）は、三重県志摩市阿児町神明にある島。

## 概説
英虞湾内にあり、面積約6ヘクタール、周囲約1.4キロメートルで、賢島から400メートルほど離れている。西隣に多徳島がある。
2019年（平成31年）2月現在の人口は3人。島内に宿泊施設が1軒あり、賢島港から宿泊客専用の送迎船が運行されている。
島からは縄文時代・弥生時代の土器や古墳時代の須恵器が大量に出土しており、「貝塚島」の異名がある。1990年（平成2年）の国勢調査による人口は12人で、民宿のほかレストランや釣り堀もあった。

## 岬
下記に挙げる横山島の岬は、区画漁業権（真珠養殖業）の設定上の基点となっている。
- 蝦がかりの鼻
- 貝塚の鼻
- けげくらの鼻
- じょうの浦西鼻
- しらが浦の鼻
- 西鼻
- 舟かくしの鼻
- ひのきの西鼻
- よもがもの鼻